# Commandos (série de jeux vidéo)
 (décembre 2018).
Si vous disposez d'ouvrages ou d'articles de référence ou si vous connaissez des sites web de qualité traitant du thème abordé ici, merci de compléter l'article en donnant les références utiles à sa vérifiabilité et en les liant à la section « Notes et références ».
Commandos est une série de jeux vidéo créé par Pyro Studios en 1998 avec Commandos : Derrière les lignes ennemies, et qui a jusqu'à présent été édité par Eidos Interactive. Le joueur y dirige une équipe de commandos à travers plusieurs conflits armés de la Seconde Guerre mondiale. Les premiers jeux sont plutôt du genre jeu de stratégie tactique en temps réel et utilisent une vue plongeante sur le champ de manœuvre, le dernier titre, Commandos: Strike Force utilise quant à lui une vue à la première personne ; tous ont toutefois une composante infiltration forte.
Le premier Commandos est à l'origine d'un sous-genre à part entière du jeu de stratégie tactique dans lequel le joueur dirige une petite équipe en vue de dessus et doit s'infiltrer en territoire ennemi.

## Présentation
Au cours de la Seconde Guerre mondiale, le joueur dirige une équipe de commandos Alliés qui doivent accomplir différents objectifs en plein cœur du territoire ennemi. Les missions sont diverses (assassinat, sabotage, exfiltration…) et s'inscrivent dans le cadre de conflits armés historiques.
L'infiltration joue une place prépondérante, une approche frontale étant vouée à l'échec. Il est donc nécessaire de commencer par analyser le terrain et les forces en présence avant de passer à l'action. Si donner l'alerte n'est pas forcément rédhibitoire, perdre un seul de ses hommes revient à perdre la partie.
Chaque personnage du commando est unique (un espion, un mécano, un béret vert…) et possède des compétences personnelles uniques (déguisement, conduite de véhicules, camouflage…) en fonction de ses connaissances et de son équipement. Un seul d'entre eux ne pourrait pas à lui seul finir une mission, seul le groupe peut avancer.
Le scénario est linéaire, mais chaque mission est décrite de manière exhaustive grâce à un dossier photo et vidéo où les objectifs sont présentés. Ensuite vient la phase de jeu qui se joue à travers une vue aérienne isométrique de la zone de jeu. Le jeu a comme particularité de ne pas afficher de brouillard de guerre, les moindres détails du niveau sont donc visibles à tout instant, ce qui permet de connaître parfaitement les emplacements et les mouvements des ennemis. De plus, il est possible de connaître le champ de vision de chaque ennemi (mais un seul à la fois), représenté par un cône de couleur. Il est alors possible de mettre au point une stratégie et finalement passer à l'action.
Bien que les premières missions soient très simples et servent d'initiation, très vite elles deviennent complexes et nécessitent de synchroniser dans le temps ses commandos, chacun aidant l'autre à avancer et ainsi à accomplir la mission.
À l'origine d'un genre à part entière, il arrive qu'on utilise le terme « commandos-like » pour désigner un jeu d'infiltration où l'on dirige une équipe en vue aérienne. Toutefois, le genre n'a jamais vraiment percé, seuls une poignée de jeux ont repris le principe de la série.

## Équipe
Les différents membres de l'équipe proviennent de divers pays des Alliés. Les créateurs du jeu ont créé une biographie pour chacun.
- Jack O'Hara, dit le Boucher, est un béret vert, le commando le plus imposant du groupe. Sa force physique le rend redoutable au corps à corps et lui permettent d'escalader à bout de bras poteaux ou murs. Son endurance le rend également rapide et capable de supporter plus facilement les blessures par balle. Son pseudonyme lui vient de son extrême violence et de son arme de prédilection : le poignard.
- René Duchamp, dit Frenchy, est l'espion. Il parle couramment plusieurs langues étrangères, notamment l'allemand avec un accent parfait. De plus, il maîtrise parfaitement l'art du déguisement : une fois revêtu d'un uniforme ennemi il est capable de le tromper, le distraire voire lui donner des ordres. Il possède une seringue hypodermique qui lui permet de neutraliser les ennemis sans bruit.
- Thomas Hancock, dit Fireman, est l'artificier du groupe. Il maîtrise n'importe quel type d'explosif : grenade, bazooka, dynamite… Il peut aussi se servir d'un détecteur de mine ou d'un lance-flamme. Mais les matériaux lourds qu'il transporte dans son sac le rendent bien plus lent que les autres et l'empêchent de plonger. Il transporte aussi un piège.
- James Blackwood, dit Fins, est le nageur de combat. Il s'occupe donc de tout ce qui touche à l'eau. Son équipement de plongée lui permet de rester des heures sous l'eau tandis que son harpon lui permet de maîtriser les ennemis ou les dangers possibles des profondeurs. Sur la terre ferme, il manie le lancer de poignard avec une précision extrême et son grappin lui permet d'escalader murs et arbres.
- Samuel Brooklyn est le mécanicien et le chauffeur. Il peut conduire toute sorte de véhicules et aime se servir de mitraillettes, bombes lacrymogènes et autres grenades à gaz, pièges et câbles. Il possède une mitraillette.
- Sir Francis T. Woolridge, dit le Duke, est le sniper du groupe. Il est considéré comme l'un des meilleurs tireurs d'élite du monde. Il se tient souvent derrière des fenêtres, poteaux ou tout autre objet lui fournissant un abri tandis qu'il couvre ses collègues.
- Natasha Nikochevski, dite la Seductora, est la séductrice. Elle apparaît pour la première fois dans la dernière mission de Commandos : le Sens du devoir. Elle met en valeur ses charmes pour distraire et assommer les ennemis. Elle peut également se servir d'un fusil à lunette si nécessaire.
- Paul Toledo dit Lupin est le voleur. Il apparaît pour la première fois dans Commandos 2. Petit, agile et rapide, il peut pénétrer dans des endroits inaccessibles aux autres. Son rôle principal est de permettre aux commandos de pénétrer dans des bâtiments. Il est ainsi capable de crocheter n'importe quelle serrure. Il peut assommer des gardes, mais est le seul personnage à ne pas pouvoir les ligoter ; sa spécialité est l'infiltration discrète.
- Whiskey est une chienne de la race des Bull Terrier. Elle peut distraire l'ennemi en aboyant et transporter de petits objets d'un commando à l'autre. Son odorat infaillible lui permet de dénicher les mines. Elle apparaît dans quelques missions de Commandos 2.

## La série
- 1998 : Commandos : Derrière les lignes ennemies
- 1999 : Commandos : Le Sens du devoir
- 2001 : Commandos 2: Men of Courage
- 2003 : Commandos 3 : Destination Berlin
- 2006 : Commandos: Strike Force

### Commandos: Derrière les lignes ennemies
Voir l'article consacré Commandos : Derrière les lignes ennemies
Le jeu se passe durant la Seconde Guerre mondiale et donne au joueur le commandement de six commandos alliés, chacun spécialisé dans un domaine : béret vert, sniper, chauffeur, artificier, nageur de combat et espion.
Vingt missions sont proposées dans quatre théâtres d'opérations différents : Norvège, Afrique du Nord, France et Allemagne. Le joueur doit remplir tous les objectifs sans perdre un seul homme.

### Commandos: Le Sens du devoir
Ce second volet sorti en 1999 apporte huit nouvelles missions ainsi que deux nouveaux personnages : une résistante hollandaise et un membre de l'armée yougoslave.

### Commandos 2: Men of Courage
Voir l'article consacré Commandos 2: Men of Courage
Deux ans après la première suite le Sens du devoir, Pyro Studios publie le jeu Commandos 2. Il est en trois dimensions, ce qui permet d'évoluer dans des décors intérieurs et extérieurs. Un nouveau jeu de caméra a été imaginé ce qui permet de tourner la caméra à 360°. Le jeu comprend 10 missions plus 10 missions bonus qui font voyager aux quatre coins du monde (Birmanie, France, Thaïlande…). L'équipe des commandos a accueilli deux nouvelles recrues : un voleur (Lupin), et un bull terrier nommé Whiskey.

### Commandos 3: Destination Berlin
Voir l'article consacré Commandos : Destination Berlin
Nouvel opus sorti en 2003, Commandos 3 offre un enchainement de missions dans différents milieux tel que Stalingrad, l'Europe de l'Ouest et la Normandie. L'équipe de commandos se compose ici de six personnages clés : béret vert, sniper, artificier, voleur, espion et nageur de combat. Cet épisode se démarque des autres par la rapidité à agir (certaines missions étant chronométrées, à la différence des autres volets) dû à une action plus présente, au détriment du sens tactique.

### Commandos: Strike Force
Voir l'article consacré Commandos: Strike Force
Cinquième opus de la saga, Commandos: Strike Force est plutôt basé sur l'action/stratégie en vision subjective (FPS tactique). Le joueur dirige une équipe de trois commandos à savoir un béret vert, un sniper et un espion à travers une série de missions en France, Norvège et Russie. La petite quantité de commandos est compensée par leur universalité et les nombreuses scènes d'action.

## Compilations
Différentes compilations sont sorties dans le commerce regroupant certain opus de Commandos tel que le Commandos : L'Intégrale qui regroupe les deux premiers opus ainsi que l'extension du premier volet.